# De Wijk (Drenthe)

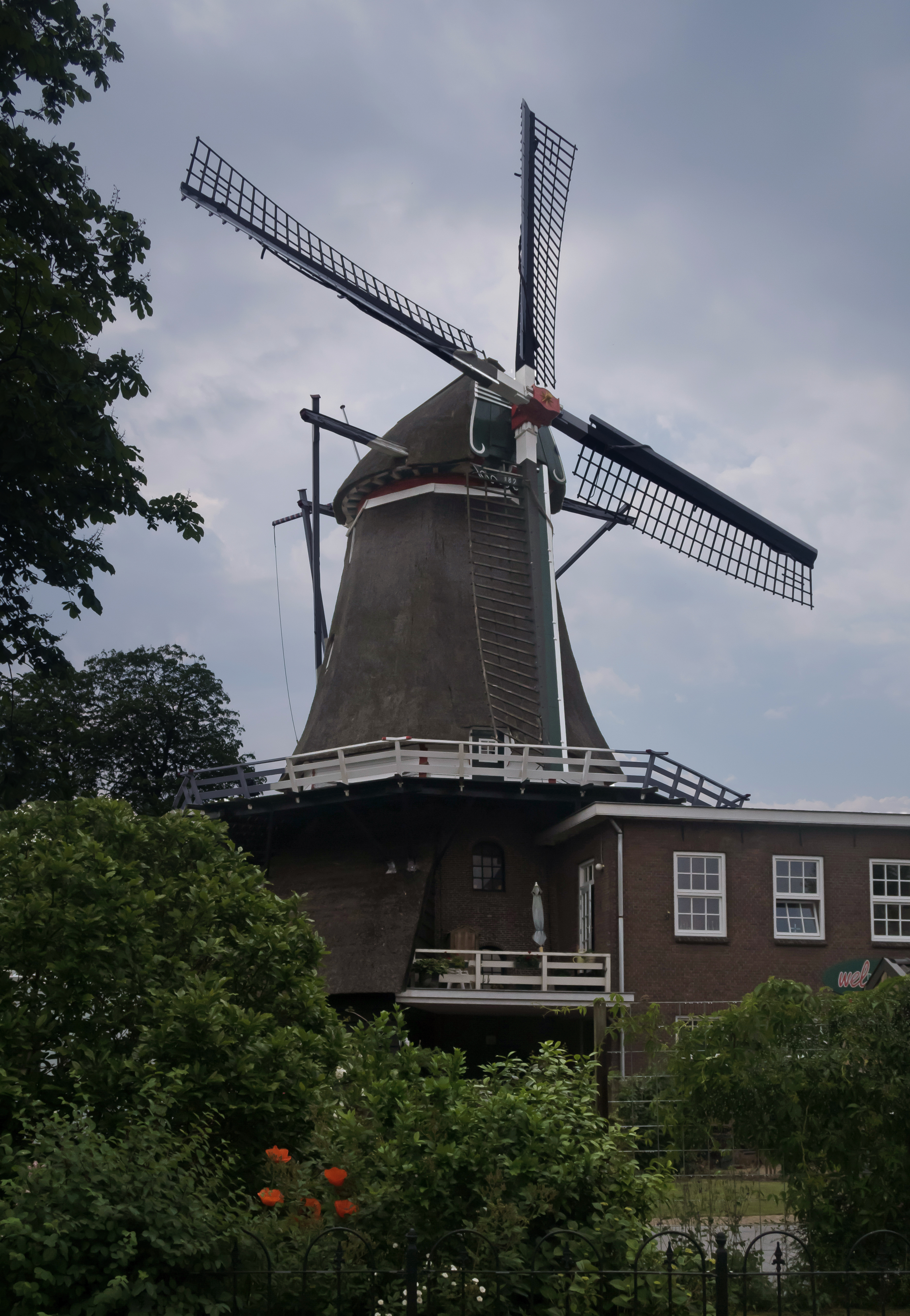
De Wijk, de Wieker Meule

Het dorp de Wijk (Drents: de Wiek) ligt in de Nederlandse provincie Drenthe, gemeente De Wolden. Het lidwoord in de plaatsnaam wordt met een kleine letter geschreven.

## Geschiedenis
De Wijk is ontstaan in de middeleeuwen, toen zich boeren vestigden op de droge plaatsen in de veenmoerassen langs de Reest. In 1325 verhuisde het aan Maria gewijde benedictijner klooster van Ruinen naar het landgoed Dickninge; ook de nabijgelegen havezaten de Havixhorst en Dunningen zijn van belang geweest in de ontwikkeling van het dorp.
De kloosterkerk van Dickninge werd -na een in 1598 ingezette periode van gestaag verval- in 1645 definitief gesloopt. In het Rampjaar 1672 werd door plunderende vijandige troepen alles rondom de Havixhorst verwoest; ook de Dickninger molen ging in vlammen op. Tot 1750 groeide het kerspel De Wijk door ontginningen, en de rundveestapel groeide mee. In 1811, in de Franse tijd, werd er een gemeentelijke herindeling doorgevoerd en ontstond de gemeente De Wijk, waartoe ook Koekange, Oshaar, de Schiphorst en de Stapel gingen behoren. Vooral na de Tweede Wereldoorlog is het dorp door nieuwbouw sterk uitgebreid.
Per 1 januari 1998 is de gemeente De Wijk opgegaan in de nieuwe gemeente De Wolden, en zijn de buurtschappen Schiphorst en Rogat overgegaan naar de buurgemeente Meppel.

## Musea en bezienswaardigheden
- De Wijk telt 25 rijksmonumenten.
- Museum 't Olde Striekiezer
- Draaiorgelmuseum Folkloreklanken (2008-2012, gesloten)
- De Wieker Meule, een stellingmolen uit 1829
- Huize Voorwijk

## Voorzieningen
De Wijk heeft een aantal voorzieningen, waaronder een bibliotheek, een (brede) openbare basisschool IKC De Horst met kinderopvang, en een consultatiebureau. Op sportgebied zijn er sportvelden, een zwembad, een sporthal, voetbalclub VV Wacker de Wijk en korfbalclub Roreko. Daarnaast zijn er diverse winkels, waaronder een postagentschap, een supermarkt, een speelgoedwinkel, een kledingwinkel en een aantal horecagelegenheden.

## Geografie
De omgeving van de Wijk kenmerkt zich door het weidelandschap van het Reestdal. Ten zuidwesten van het dorp ligt het bosrijke landgoed Dickninge uit de negentiende eeuw, dat beperkt toegankelijk is. Enkele kilometers ten oosten van het dorp, aan de Stapelerweg, is het bezoekerscentrum van stichting Het Drentse Landschap te vinden.

## Geboren in de Wijk
- Hendricus Oosting (1718-1793), bestuurder
- Willem Hiddingh jr. (1730-1788), bestuurder
- Lucas Nijsingh (1787-1857), bestuurder
- Gerhardus Lambertus Kniphorst (1789-1865), burgemeester
- Hendrik Tonckens (1793-1877), politicus
- Jan Arend Godert de Vos van Steenwijk (1799-1872), politicus
- Jan Timen Nijsingh (1801-1869), burgemeester
- Wyncko Johannes Tonckens (1804-1875), politicus
- Jan Willem Jacobus de Vos van Steenwijk (1827-1897), politicus
- Mello de Vos van Steenwijk (1836-1888), burgemeester
- Godert Willem de Vos van Steenwijk (1845-1890), politicus
- Hendrik Blink (1852-1931), hoogleraar
- Jan Luchies Nysingh (1877-1945), jurist en waarnemend gouverneur van Suriname.
- Jan Poortman (1897-1984), schrijver en onderwijzer
- Christine Mos (1972), wielrenster